# 마이크 윌리엄슨
마이클 제임스 "마이크" 윌리엄슨(Michael James Williamson, 1983년 11월 8일 ~ )은 잉글랜드의 축구 선수이다. 포지션은 수비수이다.

## 수상 경력
뉴캐슬 유나이티드
- 풋볼 리그 챔피언십: 2009-10